# 天鷹座31
天鷹座31，又名BD+11 3833，HD 182572、SAO 104807、HR 7373，是天鷹座的一颗恒星，视星等为5.16，位于銀經47.36，銀緯-1.86，其B1900.0坐标为赤經19h 20m 12.1s，赤緯+11° -1.86′ 49″。